# Josiane Dostie
Josiane Dostie (Saint-Jean-sur-Richelieu (Canada), 10 augustus 1991) is een Belgisch politica voor de marxistische partij PVDA-PTB.

## Biografie
Dostie groeide op in de Canadese Franstalige provincie Quebec. Ze volgde universitaire studies in de Franse stad Toulouse en vestigde zich daarna in 2013 in Brussel. Dostie ging er aan de slag als redactrice.
Begaan door de strijd tegen sociale ongelijkheid en het aanpakken van de klimaatverandering, sloot Josiane Dostie zich in 2017 aan bij de PVDA. Ze was eerst enkele jaren actief in de lokale afdeling van Vorst en nadien in de afdeling in Sint-Jans-Molenbeek. Ook was ze van 2019 tot 2024 parlementair medewerker voor de PTB-fractie in het Parlement van de Franse Gemeenschap, waar ze zich boog over dossiers rond cultuur en kinderopvang.
Bij de Brusselse gewestverkiezingen van juni 2024 werd Dostie voor de Franstalige PTB-lijst verkozen in het Brussels Hoofdstedelijk Parlement, waar ze voorzitter was van de commissie Gelijke Kansen en Vrouwenrechten.
In oktober 2024 raakte Dostie verkozen in de gemeenteraad van Sint-Jans-Molenbeek. De PVDA-PTB belandde er in het schepencollege en in december 2024 werd ze schepen van Stedenbouw, Gelijke Kansen en Vrouwenrechten, Informatica en Armoedebestrijding. Hierdoor diende Josiane Dostie haar ontslag in als parlementslid.